# Espiroquetàcies
Els espiroquetàcies (Spirochaetaceae) són una família de microorganismes de l'ordre dels Spirochaetales, del fílum Spirochaetes i del classe Spirochaetes. Atenyen de 50 a 400 μ.
Bacteris anaerobis, anaeròbies facultatives o microaerofilas, helicoidals amb un diàmetre comprès entre 0,1 i 3,0 micròmetres, els extrems no estan corbats. En el peptidoglicà posseeixen L-ornitina. Utilitzen carbohidrats o aminoàcids com a font energètica i carbonada.